# Jérôme-Arnaud Wagner
Jérôme-Arnaud Wagner est un écrivain français, né le 4 janvier 1962 à Oran, en Algérie.

## Biographie
Diplômé d’HEC en 1985, il réalise toute sa carrière dans les médias et la communication (17 ans au sein du groupe Lagardère, dans la diffusion de la presse comme directeur chargé de la communication de Relais H, et dans la télévision interactive en tant que directeur de Symah : Synergie Matra-Hachette, puis dans le groupe publicitaire Interpublic où il prend la direction générale d’Initiative Media), avant de fonder en 2006 Maje Medias, régie de sponsoring dédiée au milieu du spectacle.
Il publie son premier livre « N’oublie pas que je t’aime » (éditions Les Nouveaux Auteurs) en 2010, en hommage à sa femme disparue à la suite d'une faute médicale à 35 ans (coup de cœur de la Fnac et de Tatiana de Rosnay 2011 chez France Loisirs, où il se classe 2e meilleure vente sur le catalogue de printemps 2012), et entame alors, parallèlement à la poursuite de sa carrière dans les médias, une activité d’écrivain. Il publie en 2011 un autre ouvrage : « Les étincelles du bonheur » (éditions Michalon), qui retrace le lien passionné qui l’unissait à sa grand-mère, puis en 2012 « Reviens mon ange... », reprenant un roman commencé par sa femme disparue, sorte de suite romanesque de « N’oublie pas que je t’aime », en 2014 "la femme de ma deuxième vie", voyage initiatique à travers le temps à la recherche de l'amour éternel, et enfin en 2016 « la Vie ou l’Amour » (le Cherche Midi), thriller sentimental et fantastique qui traite du jeu dangereux entre la vie et l’amour. En 2020, il publie « Le Guérisseur de cœurs » (Nouveaux Auteurs2-éditions Prisma), une grande histoire d’âmes sœurs qui tentent de se retrouver à travers les siècles.
En 2023, il publie "Jamais je ne te quitterai" (Ramsay) une comédie romantique dans laquelle 
il fait revenir le fantôme de sa femme disparue.
Il est père de jumeaux et vit à Paris.

## Livres
- 2010 : N’oublie pas que je t’aime, éditions les Nouveaux Auteurs  (ISBN 9782819500315)  en 2012 chez Pocket
- 2011 : Les étincelles du bonheur, éditions Michalon  (ISBN 978-2841865789)
- 2012 : Reviens mon Ange…, éditions les Nouveaux Auteurs  (ISBN 9782819502807) en 2014 chez Pocket
- 2014: La femme de ma deuxième vie  (ISBN 9782819503774) éditions les Nouveaux Auteurs
- 2016: La Vie ou l’Amour  (ISBN 274914972X), éditions le Cherche Midi
- 2020 : Le Guérisseur de cœurs  (ISBN 9782819506379), éditions Nouveaux Auteurs2 (Prisma)
- 2023 : Jamais, je ne te quitterai  (ISBN 9782812204746) éditions Ramsay

## Réception critique
Les livres de Jérôme-Arnaud Wagner puisent dans sa vie personnelle, et traitent de sa croyance en la toute-puissance de l’amour, au-delà de la mort ; les médias se sont fait l’écho de cette nouvelle écriture sentimentale et spirituelle.
Audrey Levy, dans un article intitulé « Un amour top parfait » évoque « l’histoire d’un amour, comme il n’en existe nul autre »
Isabelle Lortholary, dans un article intitulé « Si vous aimez Love Story, vous aimerez N’oublie pas que je t’aime » indique : « si les images de Love Story viennent à l’esprit en lisant le récit de Jérôme-Arnaud Wagner, c’est aussi parce que son Emmanuelle ressemble à Ali McGraw : outre les cheveux bruns et longs et la ligne gracile, la générosité et le courage. »
Roland Massabuau, dans un article intitulé : « Jérôme-Arnaud Wagner l’affirme : écrire m’a sauvé » souligne : « le livre est un hymne à l’amour, et un message spirituel ».
Sophie Davant, qui reçoit Jérôme-Arnaud Wagner en novembre 2010 dans « C’est au programme » sur France 2, conclut son interview par: « le travail de deuil, c’est rendre l’absence présente en soi ».
Tatiana de Rosnay (France Loisirs) fait de « N’oublie pas que je t’aime » son « coup de cœur » 2011 et indique : « oui, vous allez pleurer, mais vous serez comme moi, profondément ému par cet hymne à l’espoir et à l’amour. Une incroyable leçon de vie ».
Gérard Cresteil qualifie Jérôme-Arnaud Wagner d’ «écrivain sensible et talentueux » et l’interview sur son nouveau roman « les étincelles du bonheur », indiquant « il nous transporte au cœur de son histoire d’amour avec sa grand-mère Manette, et le lien qui les unissait par-delà les générations ».
Patrick Poivre d’Arvor, qui reçoit Jérôme-Arnaud Wagner sur Radio Classique, souligne: « l’écriture est ce qui vous permet de tenir à distance le drame».
Caroline Tancrède, dans un article sur pleinevie.fr, souligne « Jérôme-Arnaud Wagner explore à un rythme effréné, les méandres de l'amour, le poids du destin et la capacité à surmonter l'épreuve»
Femme Actuelle, à propos du « Guérisseur de cœurs » : « Une histoire romanesque qui vous touchera en plein cœur »